# 斯普林格羅夫 (印地安納州)
斯普林格羅夫（英語：Spring Grove）是一個位於美國印地安納州韋恩縣的城鎮。

## 人口
根據2010年美國人口普查的數據，斯普林格羅夫的面積為0.79平方千米，當中陸地面積為0.79平方千米，而水域面積為0.00平方千米。當地共有人口344人，而人口密度為每平方千米435人。